# Zentrallabor
In einem Zentrallabor werden diagnostische Laboranalysen zentral an einem Ort durchgeführt. Dies steht im Gegensatz zur Durchführung von Laboranalysen in lokalen, das heißt regional verteilten Laboren. 

## Begriff
Die Einbindung eines Zentrallabors soll sicherstellen, dass Laborproben, die in unterschiedlichen Kliniken oder Arztpraxen gesammelt wurden, an einem Laborstandort mit gleicher Qualität untersucht werden. Diagnostische Labore verwenden in der Regel Messgeräte verschiedener Hersteller, verschiedene analytische Methoden mit unterschiedlichen Normwerten oder Referenzbereichen oder Einheiten-Skalen, und folgen unterschiedlichen Qualitätsstandards. Wenn Kliniken oder Arztpraxen, in denen Patienten behandelt und Laborproben gewonnen werden, sich in verschiedenen Ländern befinden, sind außerdem kulturelle und sprachliche Unterschiede in der Analytik und Diagnostik zu beachten. Als Laborproben gelten biologische Proben wie zum Beispiel Blut, Serum, Plasma, Urin, Gewebe (z. B. im Rahmen einer Biopsie), Sputum oder Abstrich.
Im englischsprachigen Raum hat sich der Begriff „Central Laboratory“ oder „Centralized Laboratory“ etabliert. „Central Laboratory“ bezieht sich in der Regel auf ein klinisches Labor, das im Rahmen von Arzneimittelstudien im Auftrag von forschenden Pharma- oder Biotechfirmen, von universitären Einrichtungen, die sich an internationalen Kooperationsstudien beteiligen, und von sogenannten Auftragsforschungsinstituten (engl.: Contract Research Organisation, CRO) tätig wird.

## Arten von Zentrallaboren

### Zentrallabor als Dienstleiter für Apotheken
In Deutschland ist eines der bekanntesten Zentrallabore das Zentrallaboratorium Deutscher Apotheker e.V., welches im Jahre 1971 mit dem Ziel gegründet wurde, die Arzneimittelsicherheit zu erhöhen. Satzungsgemäß befasst sich dieses Zentrallaboratorium mit der Prüfung von Arzneimitteln sowie von apothekenüblichen Waren, insbesondere der Durchführung von Untersuchungen im Auftrag von öffentlichen Apotheken beziehungsweise im Auftrag der Arzneimittelkommissionen, der Heilberufe, der Unterstützung der zuständigen Behörden auf dem Gebiet des Arzneimittelwesens und der Erstellung von Gutachten. Weiterer Zweck des Vereins ist der Verbraucherschutz.

### Zentrallabor als Dienstleister für die Arzneimittelforschung
Eine Klinische Prüfung wird durchgeführt, um neue Medikamente so weit zu entwickeln, dass die zuständigen Zulassungsbehörden (z. B. BfARM in Deutschland, EMA für die EU, FDA für die USA) den Antrag auf Marktzulassung bearbeiten können. Im Rahmen der klinischen Prüfung erfolgen regelmäßige Laboruntersuchungen, um die Verträglichkeit der untersuchten Substanz hinsichtlich Nieren- und Leberfunktion sowie anderer Vitalfunktionen bei den Studienteilnehmern zu überwachen und bei Abweichungen schnell Gegenmaßnahmen treffen zu können. Seit etwa 2002 werden die Laborwerte auch für die Erfassung der Arzneimittelwirksamkeit mittels sogenannter Biomarkern herangezogen.
Die ersten Zentrallabore wurden in den USA in den 1980er Jahren gegründet. Als in Europa in der Zeit nach 1990 der Warenverkehr insbesondere in der EU durch das Wegfallen der Grenzkontrollen erheblich vereinfacht wurde und somit die Transportkosten gesenkt werden konnten, entstanden auch hier Zentrallabore als neue, selbständige Unternehmen oder als Tochtergesellschaften der US-Zentrallabore.
Weltweit sind im Jahre 2012 etwa ein Dutzend international tätige Zentrallabore bekannt, wobei die Anzahl regionaler Zentrallabore, die in einem begrenzten nationalen oder geographischen Bereich Studien betreuen, größer ist.
Es gibt verschiedene Arten von Zentrallaboren, die Arzneimittelstudien betreuen können:
1. Zentrallabore, die ausschließlich für klinische Studien tätig sind und meist ein begrenztes Methodenspektrum anbieten können;
2. Zentrallabore, die klinische Studien betreuen und auch, oft über separate Geschäftseinheiten, als diagnostisches, klinisches Labor auch Patientenproben im Auftrag von Ärzten, Kliniken und Krankenkassen analysieren;
3. Zentrallabore, die als Abteilung in einem Auftragsforschungsinstitut integriert sind.

### Zentrallabor als Abteilung in Krankenhäusern
Größere Krankenhäuser verfügen über ein Zentrallabor als interne Serviceabteilung für die verschiedenen Stationen.